# Asteroide de tipus Q
Els asteroides de tipus Q són els asteroides del cinturó interior relativament poc freqüents, amb una forta, àmplia funció d'1 micròmetre d'olivina i piroxè, i un pendent espectral que indica la presència de metall. Hi ha característiques d'absorció per sota i per sobre de 0,7 m, i l'espectre és generalment intermedi entre el tipus V i tipus S.
Els asteroides de tipus Q són espectralment més similars als meteorits de condrites ordinàries (tipus H, L, LL) que qualsevol altre tipus d'asteroides. Això ha portat els científics a especular que són abundants, però només uns pocs d'aquest tipus ha estat caracteritzat. Exemples d'asteroides de tipus Q són: 1862 Apollo i 2063 Bacchus, així com els asteroides numerats 1991 BN i 1997 US9.